# Endavant, Ucraïna!
Endavant, Ucraïna! (ucraïnès Вперед, Україно! Vpered, Ukrajino!) és un partit polític d'Ucraïna fundat el 6 de maig de 1999, i a les eleccions presidencials ucraïneses de 1999 va donar suport la candidatura d'Oleksandr Moroz.
El 2000 deixà de cooperar amb el Partit Socialista d'Ucraïna i a les eleccions al Parlament d'Ucraïna de 2002 va donar suport la coalició la Nostra Ucraïna de Víktor Iúsxenko. A les eleccions al Parlament d'Ucraïna de 2006 es va presentar en solidari, però només va obtenir 6.934 vots (0,02% dels vots). Això el va forçar a les eleccions al Parlament d'Ucraïna de 2007 participà novament formant part de la coalició Bloc la Nostra Ucraïna-Autodefensa Popular.